# Otto Andrup
Henrik Otto Ludvig Lauritz Andrup, född 8 oktober 1883 i Randers, död 24 augusti 1953 i Köpenhamn, var en dansk museiman.

## Biografi
Otto Andrup växte upp i Randers., där han tog studentexamen 1902. Han studerade zoologi, medicin och romanske språk innan han slutligen valde "sammenlignende litteratur" för sin examen. Han anställdes som student av Emil Ferdinand Svitzer Lund omkring 1905 som sekreterare i samband med utarbetandet av Danske malede Portrætter. Han tblev magister artium 1909, och anställdes vid Det Nationalhistoriske Museum på Frederiksborgs slott samma år. År 1916 blev han museiinspektör, 1927 försteinspektör och 1933 museets direktör. Under hans tid utvidgades museets porträttgalleri. Samlingarna ökades med bland annat möbler och inventaruer och fick under hans tid den karaktär de har idag. Samlingarna utvidgades också genom köp i utlandet, bland annat av manuskriptet till Jammers Minde av Leonora Christina. 
Han var från 1917 redaktör för Fra Arkiv og Museum. Han redigerade också en utgåva av Jammers Minde 1926 och  skrev historiska verk.
Han gifte sig med Zelia Hindenburg 1910.

## Utmärkelser
- Riddare av Dannebrogorden,  1926[4]
- Dannebrogsmännens hederstecken,  1933[4]
- Kommendör av Dannebrogorden,  1948[4]

[Redigera Wikidata]